# Institut national de la santé et de la recherche médicale
L'Institut national de la santé et de la recherche médicale (INSERM) és l'Institut Nacional d'Investigació en Salut i Medicina de França.
Inserm va ser creat en 1964.
D'acord amb el SCImago Institutions Rankings 2019, Inserm està classificada com la segona millor institució de recerca en el sector de la salut (darrere de l'NIH), i la 22 en tots els sectors.

## Col·laboradors il·lustres
- Brigitte Chamak